# Сподній Якобський Дол
Сподній Якобський Дол (словен. Spodnji Jakobski Dol) — поселення в общині Песниця, Подравський регіон‎, Словенія.